# Tukdana (plaats)
Tukdana is een bestuurslaag in het regentschap Indramayu van de provincie West-Java, Indonesië. Tukdana telt 5114 inwoners (volkstelling 2010).